# El Rasillo de Cameros
El Rasillo de Cameros é um município da Espanha 
na província e comunidade autónoma de La Rioja, de área 13,61 km² com população de 132 habitantes (2007) e densidade populacional de 9,63 hab/km².

## Demografia
| Variação demográfica do município entre 1991 e 2004 | Variação demográfica do município entre 1991 e 2004 | Variação demográfica do município entre 1991 e 2004 | Variação demográfica do município entre 1991 e 2004 |
| --------------------------------------------------- | --------------------------------------------------- | --------------------------------------------------- | --------------------------------------------------- |
| 1991                                                | 1996                                                | 2001                                                | 2004                                                |
| 125                                                 | 125                                                 | 116                                                 | 132                                                 |